# Хрисант Нотарас
Хрисант Нотарас е йерусалимски патриарх от 1707 до 1731 година, един от най-образованите представители на източноправославната църква за своето време.

## Биография
Племенник е и е йерусалимския патриарх Доситей II Нотарас. Учи астрономия в Падуа и Париж. Автор на множество трудове по астрономия, география, история и богословие. Хрисант има либерални възгледи и изказва мнението, че е по-добре да бъдат изграждани и поддържани училища, вместо безполезни манастири.
В 1716 година издава география, в която поддържа мнението на Птолемей, че Земята е в центъра на света. Твърдейки, че Земята е неподвижна, Хрисант казва, че Питагор и неговите привърженици са смятали, че Земята се върти около Слънцето, но тази теория е забравенаи едава Николай Коперник я изважда от забвение. В книгата Хрисант прилага и схемите на Коперник, обосноваващи хелиоцентричната теория. Три екземпляра от тази книга са открити по българските земи.
През 1728 година издава в Йерусалим своя „Наръчник...“, който има за цел да насърчи пътуването до Йерусалим и поклонението на светите места. В книгата си авторът се стреми да докаже светостта на Палестина и Йерусалим и да обоснове задължителната почит на християните за чудото на светия огън.